# 500 Milhas de Indianápolis de 1981
Resultados das 500 Milhas de Indianápolis de 1981, no circuito de Indianapolis no domingo, 24 de Maio de 1981.
| Pos final | Pos inicial | N.º | Nome                   | Qual    | Rank | Voltas | Led | Posição        |
| --------- | ----------- | --- | ---------------------- | ------- | ---- | ------ | --- | -------------- |
| 1         | 1           | 3   | Bobby Unser            | 200.546 | 2    | 200    | 89  | Corrida        |
| 2         | 32          | 40  | Mario Andretti         | 193.040 | 12   | 200    | 12  | Corrida        |
| 3         | 18          | 33  | Vern Schuppan          | 186.548 | 31   | 199    | 0   |                |
| 4         | 12          | 32  | Kevin Cogan            | 189.444 | 18   | 197    | 0   |                |
| 5         | 15          | 50  | Geoff Brabham          | 187.990 | 22   | 197    | 0   |                |
| 6         | 23          | 81  | Sheldon Kinser         | 189.454 | 17   | 195    | 0   |                |
| 7         | 16          | 16  | Tony Bettenhausen, Jr. | 187.013 | 28   | 195    | 0   |                |
| 8         | 17          | 53  | Steve Krisiloff        | 186.722 | 30   | 194    | 0   |                |
| 9         | 4           | 20  | Gordon Johncock        | 195.429 | 7    | 194    | 52  | Motor          |
| 10        | 28          | 4   | Dennis Firestone       | 187.784 | 23   | 193    | 0   | Motor          |
| 11        | 7           | 7   | Bill Alsup             | 193.154 | 11   | 193    | 0   |                |
| 12        | 25          | 74  | Mike Chandler          | 187.567 | 26   | 192    | 0   |                |
| 13        | 3           | 14  | A.J. Foyt              | 196.078 | 6    | 191    | 0   |                |
| 14        | 33          | 84  | Tim Richmond           | 189.254 | 20   | 191    | 0   |                |
| 15        | 31          | 38  | Jerry Karl             | 186.008 | 33   | 189    | 0   |                |
| 16        | 29          | 37  | Scott Brayton          | 187.774 | 24   | 173    | 0   | Motor          |
| 17        | 9           | 88  | Al Unser               | 192.719 | 14   | 166    | 0   |                |
| 18        | 19          | 31  | Larry Dickson          | 186.278 | 32   | 165    | 0   | Piston         |
| 19        | 13          | 35  | Bob Lazier             | 189.424 | 19   | 154    | 0   | Motor          |
| 20        | 14          | 56  | Tom Bigelow            | 188.294 | 21   | 152    | 0   | Motor          |
| 21        | 27          | 90  | Bill Whittington       | 197.098 | 5    | 146    | 0   |                |
| 22        | 8           | 60  | Gordon Smiley          | 192.988 | 13   | 141    | 1   | Choque T4      |
| 23        | 6           | 55  | Josele Garza           | 195.101 | 9    | 138    | 13  | Choque T3      |
| 24        | 24          | 79  | Pete Halsmer           | 187.705 | 25   | 123    | 0   | Choque T3      |
| 25        | 20          | 2   | Tom Sneva              | 200.691 | 1    | 96     | 25  |                |
| 26        | 11          | 8   | Gary Bettenhausen      | 190.870 | 16   | 69     | 0   | Vara           |
| 27        | 21          | 25  | Danny Ongais           | 197.694 | 3    | 64     | 4   | Choque T3      |
| 28        | 10          | 5   | Pancho Carter          | 191.022 | 15   | 63     | 0   |                |
| 29        | 30          | 51  | Tom Klausler           | 186.732 | 29   | 60     | 0   | Caixa de Velo. |
| 30        | 22          | 6   | Rick Mears             | 194.018 | 10   | 58     | 1   | fogo           |
| 31        | 26          | 91  | Don Whittington        | 187.237 | 27   | 32     | 0   | Choque BS      |
| 32        | 5           | 1   | Johnny Rutherford      | 195.387 | 8    | 25     | 3   | Tanque do comb |
| 33        | 2           | 48  | Mike Mosley            | 197.141 | 4    | 16     | 0   | Radiador       |

## A confusão entre Bobby Unser e Mario Andretti
Logo após a corrida, a Patrick Racing, equipe de Mario Andretti, entrou com recurso para anular a vitória de Bobby Unser, que havia ultrapassado 14 carros em bandeira amarela ao deixar os boxes. Ao analisar as imagens, os diretores de prova desclassificaram o piloto da Penske e dando a vitória a Andretti. Inconformado, Roger Penske entrou com 2 protestos e em ambos foi ignorado. A alegação era de que o ex-campeão de Fórmula 1 também havia ultrapassado em bandeira amarela.
Após alguns meses, 3 membros da USAC decidiram, nas urnas, que Bobby Unser seria novamente declarado vencedor da prova, e a desclassificação foi substituída por uma multa de 40.000 dólares. Revoltado, Andretti jogou fora o anel de vencedor ao saber do resultado.